# 세르비아 사회주의 공화국
세르비아 사회주의 공화국(세르보크로아트어: ocijalistička Republika Srbija, Социјалистичка Република Србија 소치얄리스티치카 레푸블리카 스르비야[*])은 유고슬라비아 사회주의 연방공화국을 구성했던 국가이다.
현대 세르비아의 전신으로, 유고슬라비아 내에서 가장 넓은 면적과 가장 많은 인구를 보유하고 있는 공화국이었으며, 이 나라는 보이보디나와 코소보를 자치주로 두었다. 이 나라의 수도 베오그라드는 유고슬라비아의 수도로서 정치, 경제 발전의 최대 거점이 되었으며, 유고슬라비아의 붕괴 이후에도 세르비아의 수도가 되었다.

## 상징

### 국기과 국장

세르비아 사회주의 공화국의 국기
세르비아 사회주의 공화국의 국장

## 같이 보기
- 세르비아
- 세르비아 공화국 (1992년-2006년)
- 세르비아의 역사
- 코소보 사회주의 자치주
- 보이보디나 사회주의 자치주
- 유고슬라비아 사회주의 연방 공화국